# Monumento ao Dois de Julho
O Monumento ao Dois de Julho (também referido como Monumento ao Caboclo e Monumento aos Heróis da Independência) é um monumento localizado no Largo do Campo Grande, em Salvador, município capital do estado brasileiro da Bahia. Representa e comemora a participação dos nativos brasileiros na Independência da Bahia. Está entre os monumentos de interesse público soteropolitanos inventariados pela Fundação Gregório de Mattos (FGM), organização da Prefeitura Municipal de Salvador para política cultural na cidade.
A praça onde está situado, o Campo Grande, é uma área histórica e cultural da cidade (e consequente atração turística), o topo do Outeiro Grande e onde está o Teatro Castro Alves. Pelo conjunto, ao qual se somam gradis, jardins, escadaria e o monumento, fazem do largo uma praça monumental. Além disso, o Caboclo no alto é a referência do monumento e também da expressão "chorar no pé do caboclo" (e suas variações) que remetem ao costume de fazer preces ou lamentações, rogar àquela entidade por um pedido.
Foi criado na Itália pelo artista Carlo Nicoliy Manfredini (também vice-cônsul do Brasil em Carrara) em colaboração com outros artistas italianos, montado em Salvador pelo engenheiro Antonio Augusto Machado e inaugurado em 2 de julho de 1895. Trata-se de um monumento em estilo neoclássico de 25,86 metros de altura composto por um pedestal de mármore de Carrara, com objetos em ferro fundido e, sobre o pedestal, uma coluna de bronze em estilo coríntio. À época da inauguração era o monumento sul-americano mais alto e, em 2019, foi descrito como o mais alto das regiões Norte e Nordeste do Brasil. As últimas restaurações foram empreendidas pela Prefeitura de Salvador em 2003 e 2019.

## Características
Esculpido em três tipos de material (mármore de Carrara, ferro fundido e bronze), o monumento de 25,86 metros tem como estilo dominante o neoclassicismo.
O bronze foi empregado na coluna coríntia (ou mastro), a qual possui, em seu topo, a figura do Caboclo com 4,1 metros de altura. Essa figura, comum nas festas da Independência da Bahia, alude à participação popular na guerra de independência. Por isso, está munido de arco, flechas e lança e prende um dragão (ou serpente com asas e garras) a seus pés performando um ataque mortal à tirania de Portugal (simbolizada pelo dragão/serpente). O caboclo também simboliza o Brasil em um ato contra o governo da metrópole colonial portuguesa e de afirmação da identidade, nacionalidade e liberdade do Brasil. Tal representação já estava presente no monumento ao Dois de Julho inaugurado na Praça da Piedade décadas antes.
O rosto do Caboclo (descrito como indígena ou caboclo) apresenta dentes falhados, cabelo crespo grande, sobrancelhas grossas, "olhos calmos e um pouco esbugalhados" e o faz ser apontado como representativo de um "rosto brasileiro". Sua expressão entre o sorriso e a "cara feia" condiz com o golpe mortal ao domínio colonial português. Adornado com cocar grande, a cabeça em direção ao chão indica é visto como olhar de quem "tudo vê", que olha pela/para a cidade e para o mal (representado pelo dragão).
O mármore de Carrara é o material do pedestal sobre o qual está a coluna, enquanto que o ferro fundido está em detalhes, mosaicos, inscrições e objetos situados em algum dos patamares do pedestal ou no pavimento ao seu redor. O pedestal é composto por dois corpos, além da escadaria. Logo abaixo da coluna, duas estátuas figuram no patamar mais alto do pedestal. Uma tem características do estereótipo feminino e representa a personificação da Bahia, já a outra é uma estátua de Catarina Paraguaçu, a indígena tupinambá que se casou com o náufrago português Diogo Caramuru e apresentada por alguns como "uma das mães do povo brasileiro". A estátua de Paraguaçu está armada com um escudo, no qual lê-se a inscrição do lema do Grito do Ipiranga, "Independência ou Morte".
Num patamar mais abaixo, há duas esculturas alegóricas que personificam dois rios do território baiano: São Francisco e Paraguaçu. Ainda nesse nível médio, há esculturas de águias e leões também como alegorias, porém, para a liberdade e república e com inscrições de locais e datas de batalhas campais da campanha na Bahia da Guerra de Independência Brasileira: batalhas do Cabrito, de Cachoeira, do Funil, de Itaparica e de Pirajá. As esculturas das águias, particularmente, foram fundidas em Roma.
Nas laterais do pedestal há inscrições, ornamentos, mosaicos, quadros em relevo. As inscrições somam 600 letras e parte delas formam nomes de heróis independentistas (incluindo Maria Quitéria e Pedro Labatut, por exemplo). Os mosaicos retratam eventos da história do Brasil e foram fundidos na comuna italiana de Pietrasanta. Para além das águias e leões, há outros animais representados: tartarugas, cobras e jacarés. As tartarugas em tamanho pequeno sustentam os candelabros, os jacarés cospem água em recipientes e a estes estão abraçadas as cobras de pedras vermelhas da Turquia. Também consta representação da Cachoeira de Paulo Afonso.
Cercando o pedestal, no nível do pavimento está o gradil fabricado em ferro fundido pelo italiano Giuseppe Michelucci em Pistoia com oito postes de luz a gás. Cada poste têm sete metros de altura e seu topo em formato de candelabro. Enquanto os candelabros são de ferro fundido, seus pedestais individuais são as únicas peças de fabricação brasileira a partir do granito oriundo de Itiúba.

## História

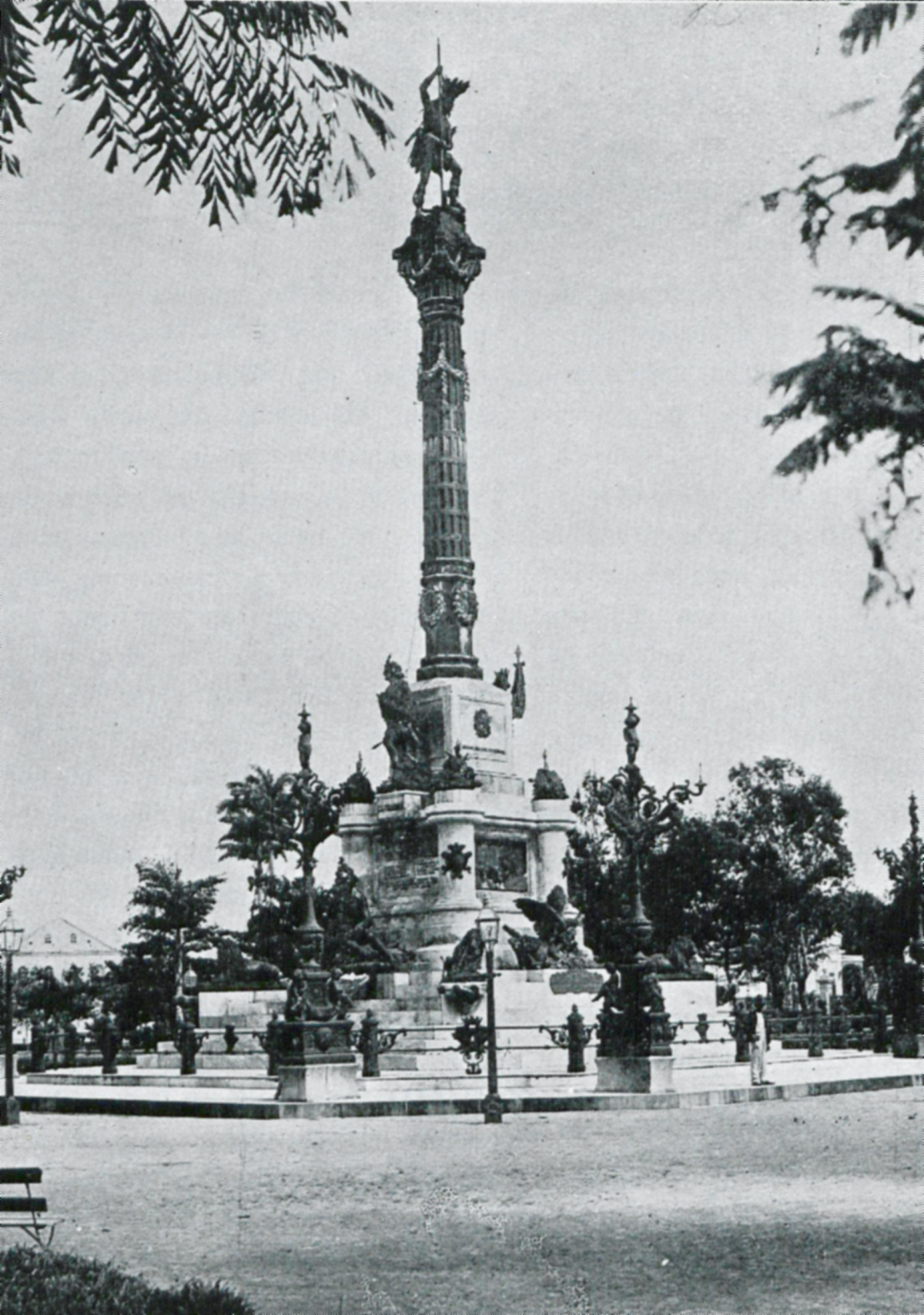
O monumento em 1921

Um monumento ao Dois de Julho foi instalado em 1856 na Praça da Piedade (transferido posteriormente para o Largo dos Aflitos). Tendo-o como referência, políticos e artistas brasileiros idealizaram outro monumento em comemoração à entrada do Exército Pacificador no centro de Salvador em 2 de julho de 1823, mas em dimensões maiores. Assim, em 31 de outubro de 1872, o Presidente da Província da Bahia nomeou uma comissão para erigir o novo monumento. Essa comissão foi inicialmente presidida por João Maurício Wanderley (o Barão de Cotegipe) e depois por Manuel Victorino (posteriormente vice-presidente da República). A obra envolveu o Governo da Província, a Assembleia Legislativa e a Câmara Municipal de Salvador.
Na Itália, Carlo Nicoliy Manfredini junto a colaboradores esculpiram o monumento. Os candelabros foram fabricados em 1891 na comuna italiana de Pistoia, assim como o gradil. Os mosaicos, fabricados na comuna italiana de Pietrasanta e as águias, o Caboclo e a coluna em Roma. As partes em separado foram levadas ao Brasil e, uma vez em Salvador, a montagem coube a Antonio Augusto Machado no Largo do Campo Grande. A inauguração em 1895 do monumento ocorreu 23 anos depois de estabelecida a comissão, exatamente na data das comemorações da Independência da Bahia e 72 anos após a vitória do Exército Pacificador. Em virtude de sua altura, foi o monumento mais alto da América do Sul nessa época.
Em 2003, a reforma do monumento durou quase um ano, centrou-se na recuperação das partes em mármore danificado e foi realizada por equipe sob o comando de José Dirson Argolo, professor da Escola de Belas Artes da Universidade Federal da Bahia. Já durante 2019, o monumento foi restaurado pela Fundação Gregório de Mattos ao contratar o serviço de restauração da empresa Studio Argolo Antiguidades e Restaurações, novamente sob comando de Argolo. Dessa vez com mais danos aos materiais metálicos, a empresa realizou a limpeza, pintura e reposição de peças (estragadas ou roubadas) e instalação de código QR para acesso a informações históricas sobre o monumento, como também foi acompanhada da instalação de base da Guarda Civil Municipal e de câmaras de videomonitoramento. Foram entre cinco e seis meses de restauro, sob um orçamento de 829 mil reais e a entrega à população ocorreu em 6 de setembro de 2024.